# Городской музей Дюссельдорфа
Городской музей Дюссельдорфа (нем. Stadtmuseum Düsseldorf) — городской историко-краеведческий музей Дюссельдорфа — столицы земли Северный Рейн-Вестфалия в Германии. Он расположен в бывшем дворце Шпее в Карлштадте на южной окраине исторического центра города.

## История

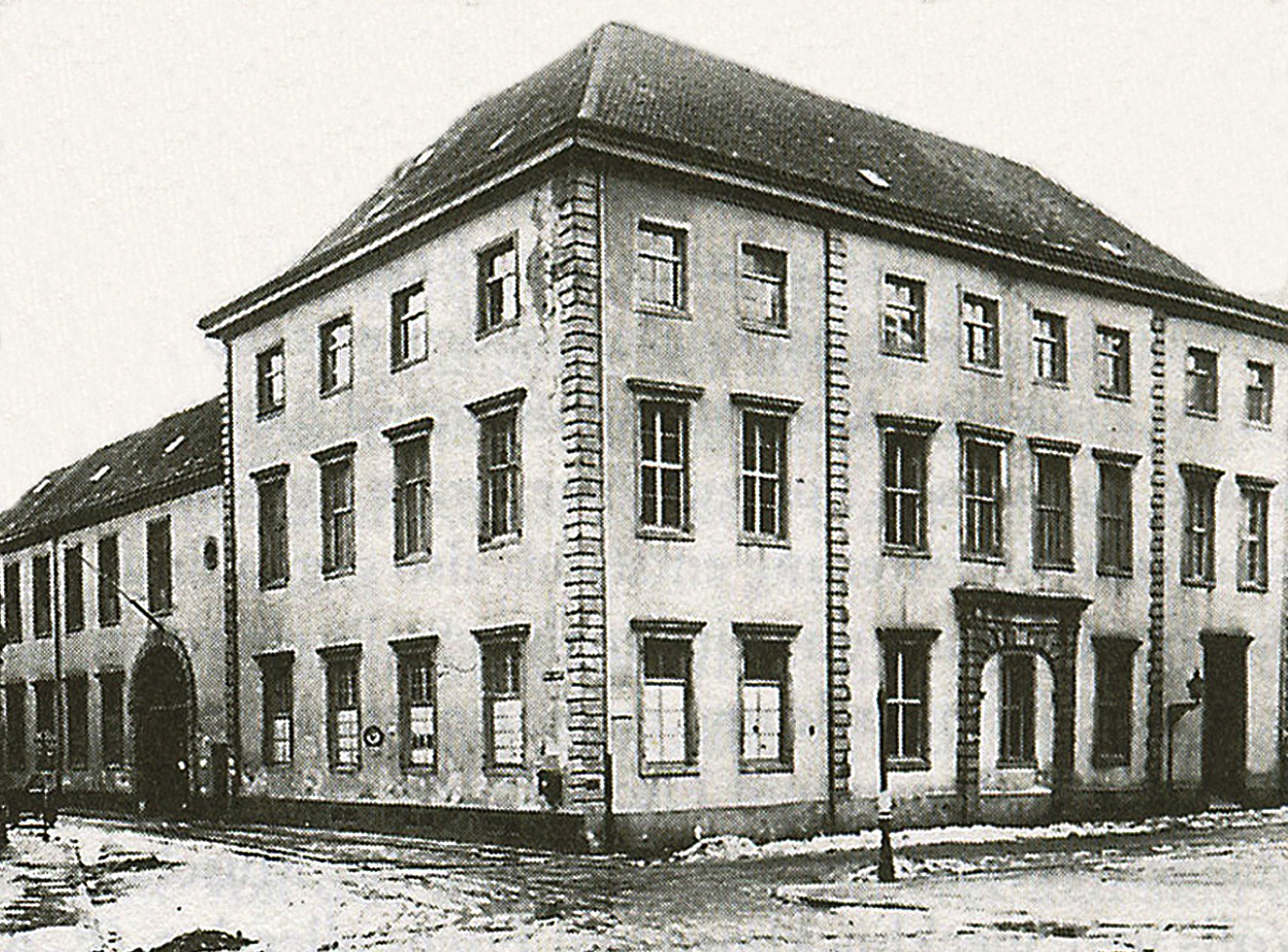
Дворец Хундхайм в 1909 году.

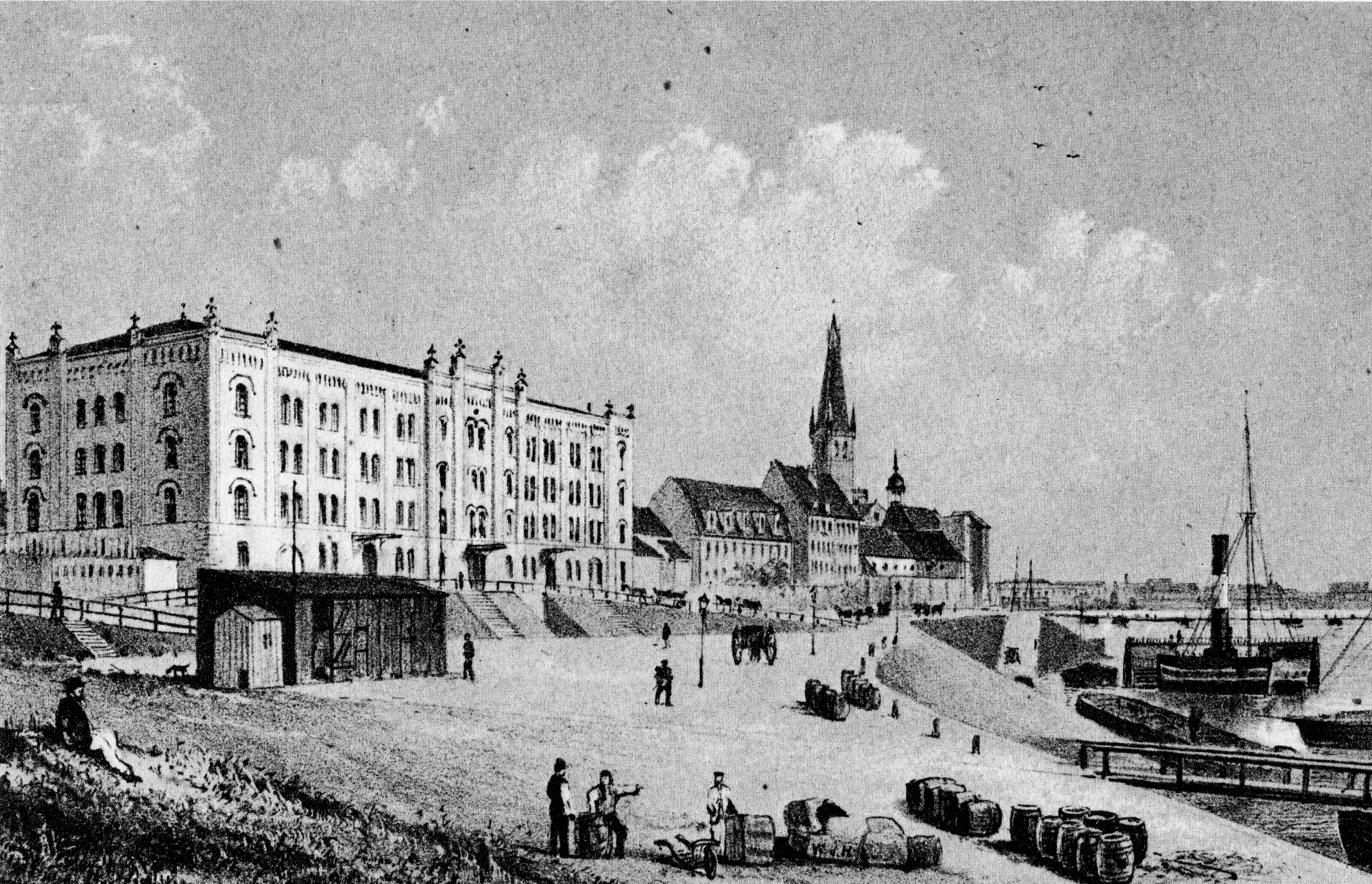
Слева — здание склада на Ройтерказерне

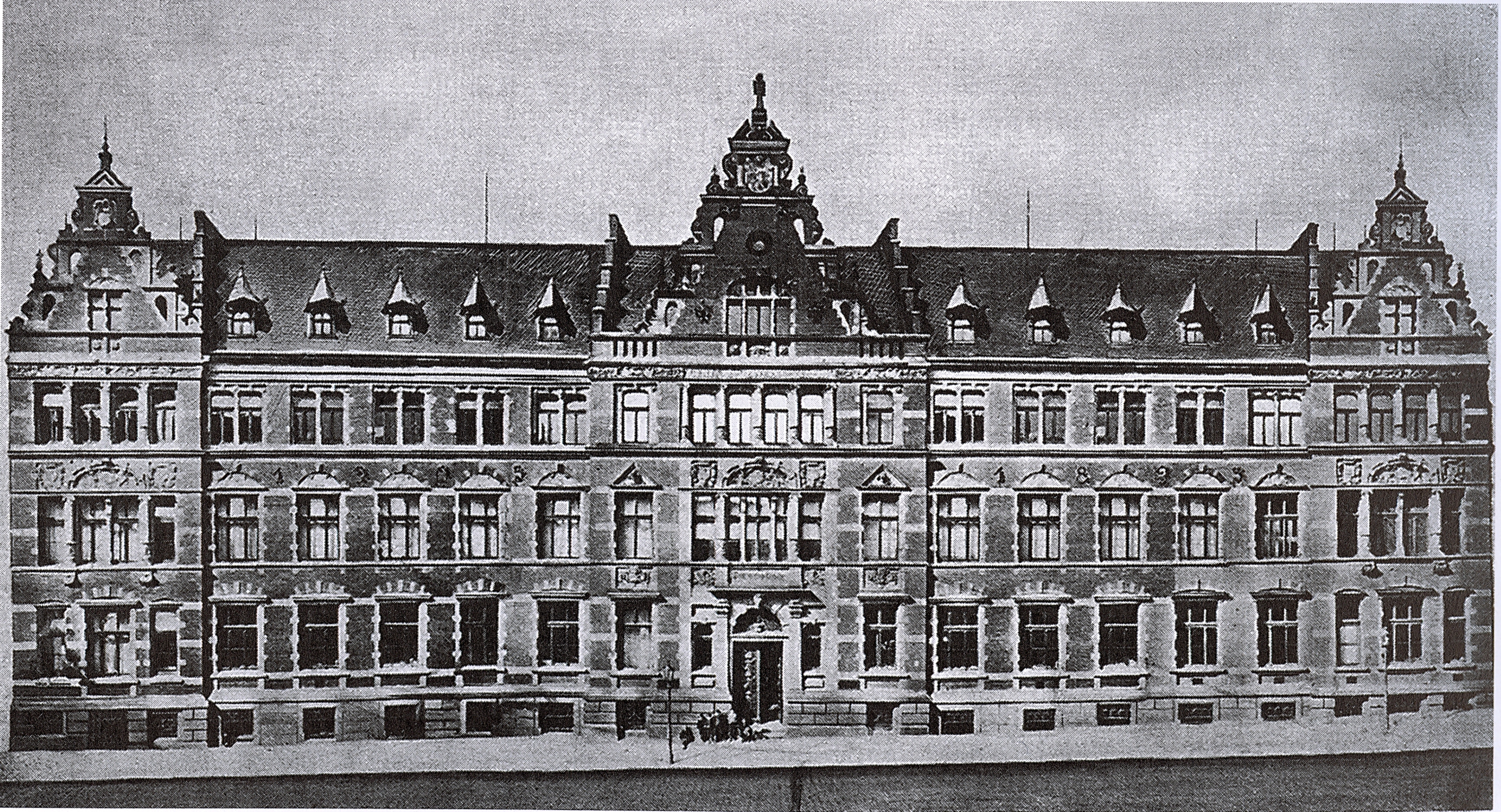
Бывший Музей прикладного искусства

Основанный городским советом в 1874 году как исторический, музей располагался во дворце Хундхайм на Академиштрассе (сейчас Хафенштрассе). Толчком к созданию музея послужила передача живописных полотен из имения графа Штуттерхайма в октябре 1873 года.
С 1879 по 1902 год музей находился под покровительством принца Георга Прусского. Благодаря его пожертвованиям площади коллекции были расширены, а также увеличено собрание портретов. В конце ноября 1879 года Исторический музей переехал в здание галереи (Gemäldegalerie Düsseldorf) дворца (Düsseldorfer Schloss) на Бургплац. Куратором музея в 1884-1893 годах был Людвиг Хайтланд (Ludwig Heitland).
В 1897 году музей переехал в бывшее здание склада по адресу Ройтерказерне (Reuterkaserne).
В 1906-1912 годах директором Исторического музея был Рудольф Вейнанд (Rudolf Weynand). В 1913-1926 годах должность директора музея исполнял Карл Кочау (Karl Koetschau), одновременно руководивший Городской художественной коллекцией Дюссельдорфа (ныне Музея Кунстпаласт), а также музеем керамики Хетьенс (Hetjens-Museum). С 1914 г. в Историческом музее стала накапливаться «военная коллекция».
В 1926-1935 годах Пауль Венцке (директор городского архива с 1912 года) также возглавлял исторический музей, и его личные связи с городской коллекцией произведений искусства были расторгнуты. С ноября 1927 г. Исторический музей (объединённый в 1928 г. с городским архивом) размещался в здании бывшего Музея прикладного искусства (Kunstgewerbemuseum Düsseldorf) на Фридрихплац 3–7, ныне Граббеплац (Grabbeplatz). До этого момента городские коллекции были разбросаны по всему Дюссельдорфу. К 1930 г. были созданы отделы «История театра», «Дюссельдорф как гарнизонный город», «Дюссельдорфский карнавал», «Дюссельдорф и его судоходство», «Стрелковая комната» и коллекция мебели (с 1927 г.). В 1933 году Исторический музей был переименован в Городской музей.
Когда 10 октября 1933 года городской архив и музей разделились, управление музеем было возложено на Ганса Брюкнера (1887–1970), члена DVFP (Deutschvölkische Freiheitspartei) d 1922-1925 годах, а затем с 1931 года в НСДАП. Ему было поручено создать там «германский отдел», который должен был стать частью полной реконструкции здания в национал-социалистическом смысле. В 1935-1946 год Брюкнер был директором городского музея. В мае 1935 года был открыт отдел "Германская выставка" и её передвижную часть в 1938 году. 5 июля 1935 года Брюкнер, с помощью директора речного порта Дюссельдорфа Генриха Эттериха, открыл выставку старейших коллекций по истории мореплавания на Рейне. Эта коллекция была первоначально временно представлена публике в 1936 году во время Дня гавани Дюссельдорфа в городском музее, а с 1937 года постоянно экспонировалась в «Зеленом хранилище» планетария (Tonhalle Düsseldorf). В 1978 году городской совет Дюссельдорфа решил разместить в башне замка (Schlossturm (Düsseldorf)) музей судоходства (Schifffahrtsmuseum (Düsseldorf)).
Во время Второй мировой войны здание музея было разрушено, но основная часть коллекции была сохранена за счет аутсорсинга. В 1946-1950 годах директором Городского музея был Карл Штайнебах. Под его руководством музей переместился на верхний этаж в Ehrenhof 2 (Ehrenhof) (ныне Форум NRW (NRW-Forum)). В 1955 году переезд в замок Егерхоф (Schloss Jägerhof) произошёл под руководством Герта Адриани (Gert Adriani), директора городского музея в 1950-1958 годах.
С 1958 года временное руководство музеем взял на себя директор художественного музея Мета Патас. В 1963 году договор с художественным музеем закончился. Под руководством Меты Патас музей переехал в бывший дворец Шпее (1-й этап реконструкции) и был переименован в Городской исторический музей.
В 1977 году было расширено западное крыло Дворца Шпее (2-я очередь реконструкции). Директор Виланд Кёниг (1979–2002 гг.) стимулировал создание коллекции об искусстве во времена сопротивления против национал-социализма. В 1980 году музей истории Дюссельдорфа был переименован в Городской музей.
2 июня 1991 года городской музей был открыт после завершения современной пристройки Никлаусом Фричи (Niklaus Fritschi) (3-я очередь реконструкции). 2 сентября 2003 года Сюзанна Анна взяла на себя управление музеем. После девятимесячного перерыва публике была представлена новая концепция исторических экспозиций.

## Архитектура

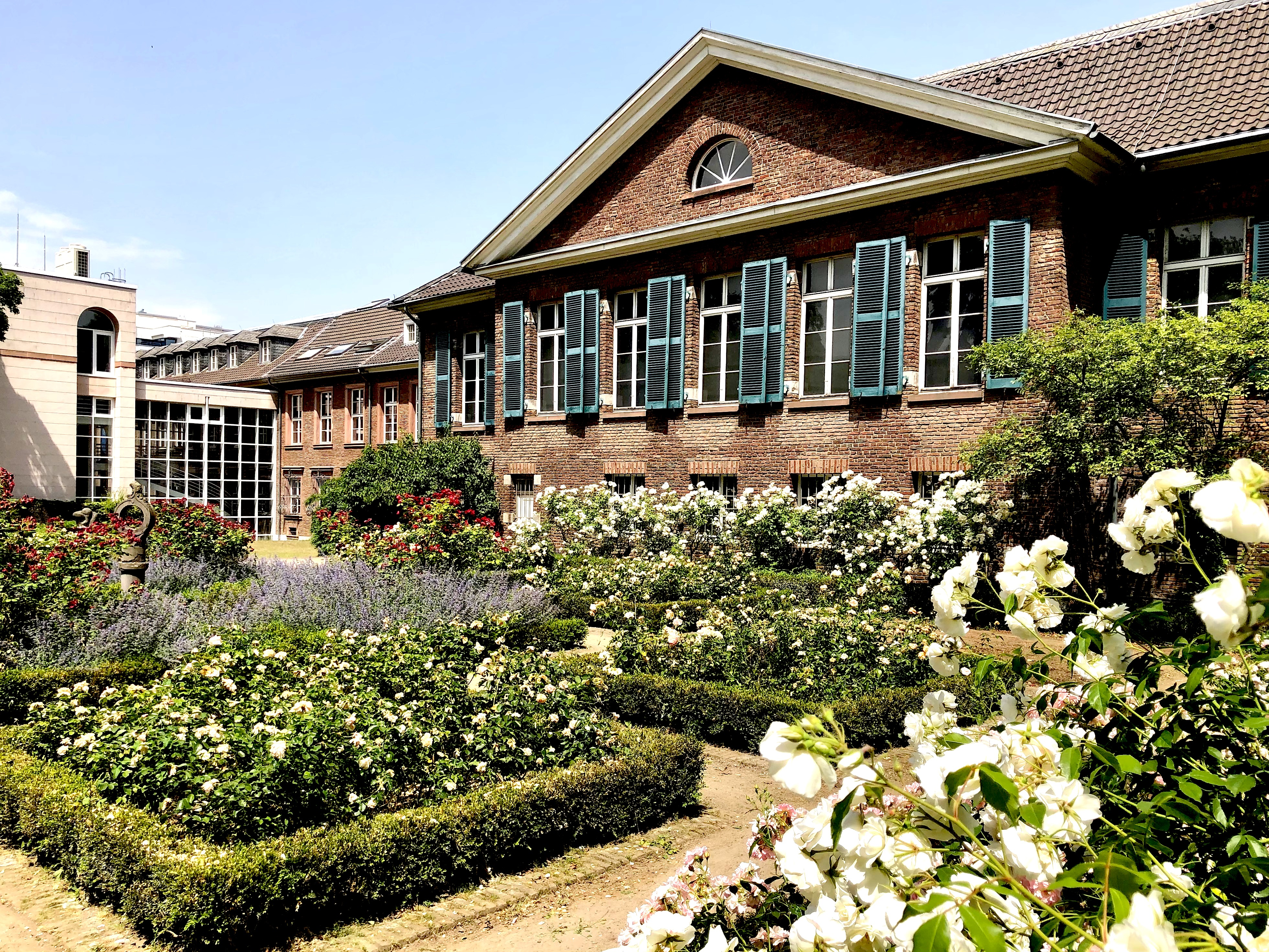
Вид на музей со стороны парка Шпее

2 июня 1991 года была открыта пристройка городского музея по проекту архитектора Никлауса Фричи. Как и сам дворец Шпее, новое здание ориентировано в сторону парка за музеем. Парк был разбит садовым архитектором Максимилианом Фридрихом Вайе (Maximilian Friedrich Weyhe). Открытая архитектура Фричи была продолжена в разработке новой концепции в 2003 году. Последовательная структура, созданная в постмодернистской архитектуре пристройки, послужила основой для преобразования площади первого этажа в пристройке городского музея Дюссельдорфа в «Городской теоретический форум». Изменения были вызваны изменившимися требованиями к функциям и пространственному представлению, а также изменившимся пониманием музейной архитектуры и вовлечением музейных пользователей.

## Фонды музея

### Коллекция предыстории, старой и новой истории города
Коллекция охватывает временные рамки от каменного века до конца XVIII века. В центре внимания исторически значимая эпоха Объединённых герцогств Юлих-Клеве-Берг (XVI-XVII века) и правление герцогов Юлих-Берг из рода Пфальц-Нойбург (XVII-XVIII века). В фондах находятся археологические находки, живопись, графика, скульптура, предметы прикладного искусства и архивные материалы.

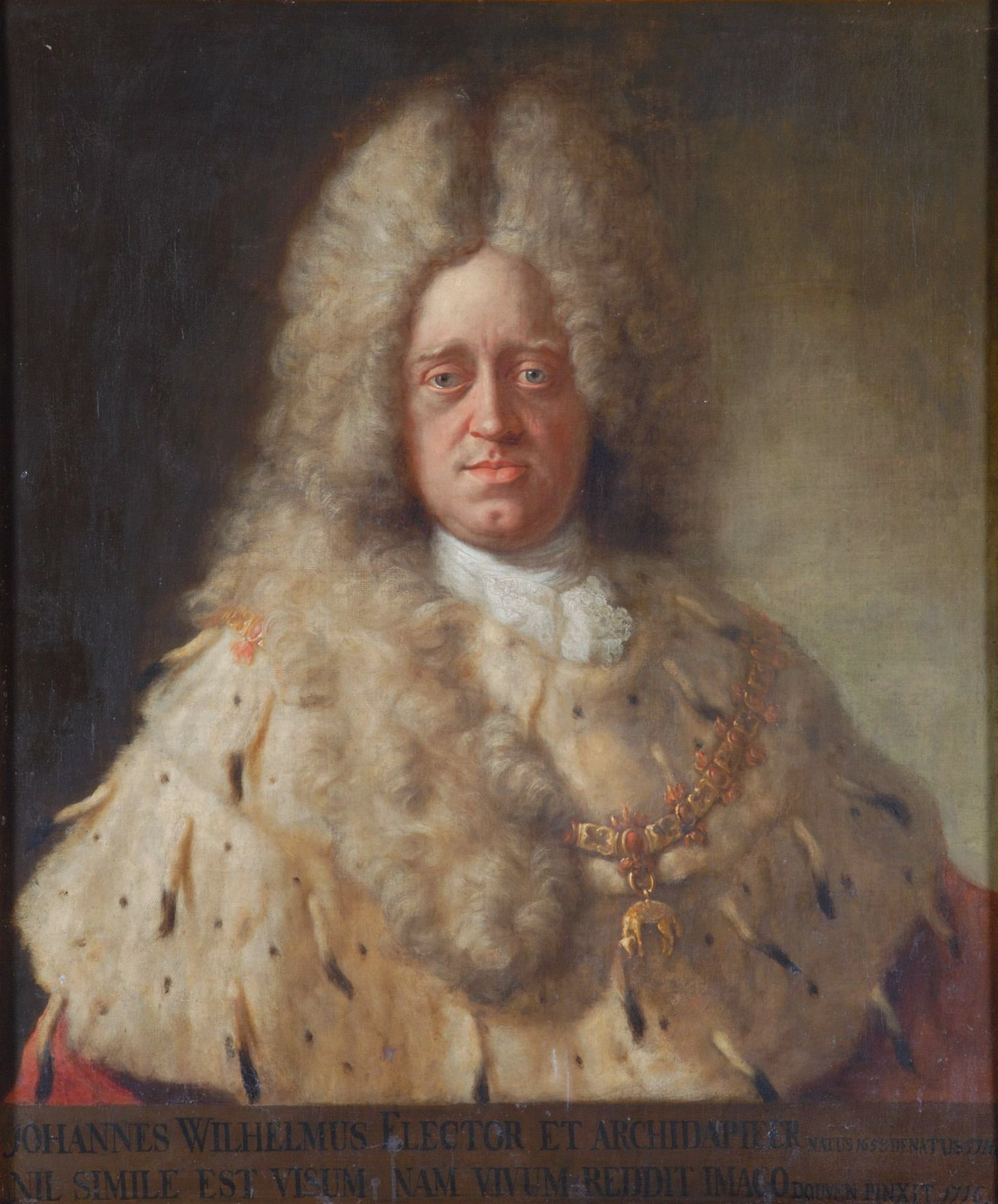
Курфюрст Пфальца Иоганн Вильгельм работы Дувена

С момента основания исторического музея большое количество портретов занимало центральную часть коллекции. Особого внимания заслуживают портреты герцога Вильгельма Богатого (1591 г.) (инв. № B 4) и его сына Иоганна Вильгельма (1605 г.) (инв. № B 8) работы Йохана Мальтайна (Johan Malthain) на дубе. Другие важные портреты, изображающие курфюрста Иоганна Вильгельма фон дер Пфальца, или для краткости Яна Веллема, принадлежат Яну Франсу ван Дувену. Художник, особенно ценимый Иоганном Вильгельмом, изобразил его в 1708 году в 
украшенных ювелирными изделиями доспехах и в окружении знаков власти (инв. № B 820), а также посмертно (инв. № B 174). Помимо портретов правителей, есть портреты известных учёных на службе государю, например, Герхарда Меркатора (инв. № B 140). Также имеется значительная коллекция гравюр на меди. Гравюры на меди Франса Хогенберга, иллюстрирующие брак герцога Иоганна Вильгельма фон Юлих-Клеве-Берга с Якобой фон Баден в 1585 году, занимают видное место в представленной коллекции. Гравюры, некоторые из которых раскрашены вручную, не только изображают последовательность восьмидневного фестиваля, но также служат важными источниками топографических изображений XVI века с видами на Рейнский фасад Дюссельдорфа или герцогский дворец. (Инв. №.D.V 1-D.V 32)
Шкаф XVI века из Кёльна является представителем коллекции мебели. Богато инкрустированный дубовый шкаф (инв. № M 50) создает впечатление высококлассной буржуазной культуры XVI века в Дюссельдорфе. Два пистолета с кремнёвым замком от Германа Бонгарда (инв. No W 25 и W 26) или серебряная солонка Конрада Хадернаха (инв. No S 1005) свидетельствуют о высоком качестве ремесленных изделий Дюссельдорфа около 1700 года.
С момента основания городского музея он постоянно пополнялся археологическими находками. Такие коллекционеры, как Карл Гунтрум и Константин Кёнен, передали свои ценности музею, в XX веке куратор Франц Реннефельд принимал участие в раскопках в Дюссельдорфе, а текущие находки из раскопок выставляются Институтом охраны памятников. Спектр включает такие разнообразные предметы, как сырница из римского лагеря Мёрс-Асберг (инв. № A 123) или стакан писсуара для медицинской диагностики XVI века.
Есть в фондах музея очень редкие и интересные экспонаты. Например, письмо странствующего рыцаря Арнольда фон Харфа (Arnold von Harff) своей квартирной хозяйке Сибилле фон Юлих-Берг, датированное 1498 годом, к которому Харф приложил паломническое кольцо из Иерусалима.

### Коллекция XIX века

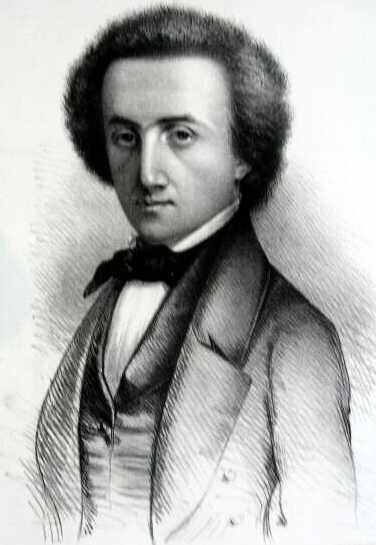
Фердинанд Лассаль

Коллекция начала и конца XIX века знаменует собой французскую оккупацию города с 1795 года и промышленную и торговую выставку Рейнской области, Вестфалии и соседних районов в 1902 году (Industrie- und Gewerbeausstellung Düsseldorf). В «долгом» XIX веке Дюссельдорф пережил огромное развитие, начиная с небольшого ничем не выдающегося жилого город с превращением в современный промышленный город. Важность этого периода отражается в том, что в отделе городского музея хранится крупнейшая в музее коллекция всевозможных предметов, произведений искусства, предметов прикладного искусства и предметов быта.
Многочисленные объекты документируют время французского владычества в Рейнской области. Основное внимание уделяется Наполеону Бонапарту с портретами, сувенирами из его визита в Дюссельдорф и карикатурами, обращенными против него. Превращение города из маленькой резиденции курфюрстов в военный гарнизон в середине XIX века с последующим быстрым развитием в промышленный город характеризует коллекцию следующими предметами: изображениями начальников гарнизонов из прусской королевской семьи и промышленных магнатов, продукцией «сделано в Дюссельдорфе» и воспоминания о крупных торговых выставках XIX - начала XX веков, которые можно считать предшественниками крупной современной международной Дюссельдорфской торговой ярмарки. Произведения искусства включают Рейнский индустриальный пейзаж Андреаса Ахенбаха и Стрелковый полк № 39 Нижнего Рейна Эмиля Хюнтена (Emil Hünten).
Социальные потрясения промышленной революции показаны через портреты таких разноплановых и влиятельных личностей, как Теодор Флиднер, Флоренс Найтингейл, София фон Гацфельдт и Фердинанд Лассаль. В музее также есть большая коллекция карикатур на Домартовский период и революцию 1848/49 годов.
Дюссельдорф был важным центром искусства с 1820-х годов. С Кристианом Дитрихом Граббе, Карлом Иммерманном и Генрихом Гейне в коллекции представлены важные и очень разные герои немецкой литературы. Портреты, мебель и последний рояль Роберта Шумана напоминают композиторов Норберта Бургмюллера, Феликса Мендельсона Бартольди, Клару и Роберта Шуман. Особое внимание в коллекции уделяется фондам Дюссельдорфской школы живописи, среди которых выделяется фриз картин с жизненным циклом человека и временами года из дома директора академии Вильгельма фон Шадова.

### Собрание XX-XXI веков
1902 год, когда прошла первая международно значимая выставка в Дюссельдорфе (промышленная и коммерческая выставка Рейнской области, Вестфалии и соседних районов, объединенная с немецкой национальной художественной выставкой) положил начало коллекции XX-XXI веков.

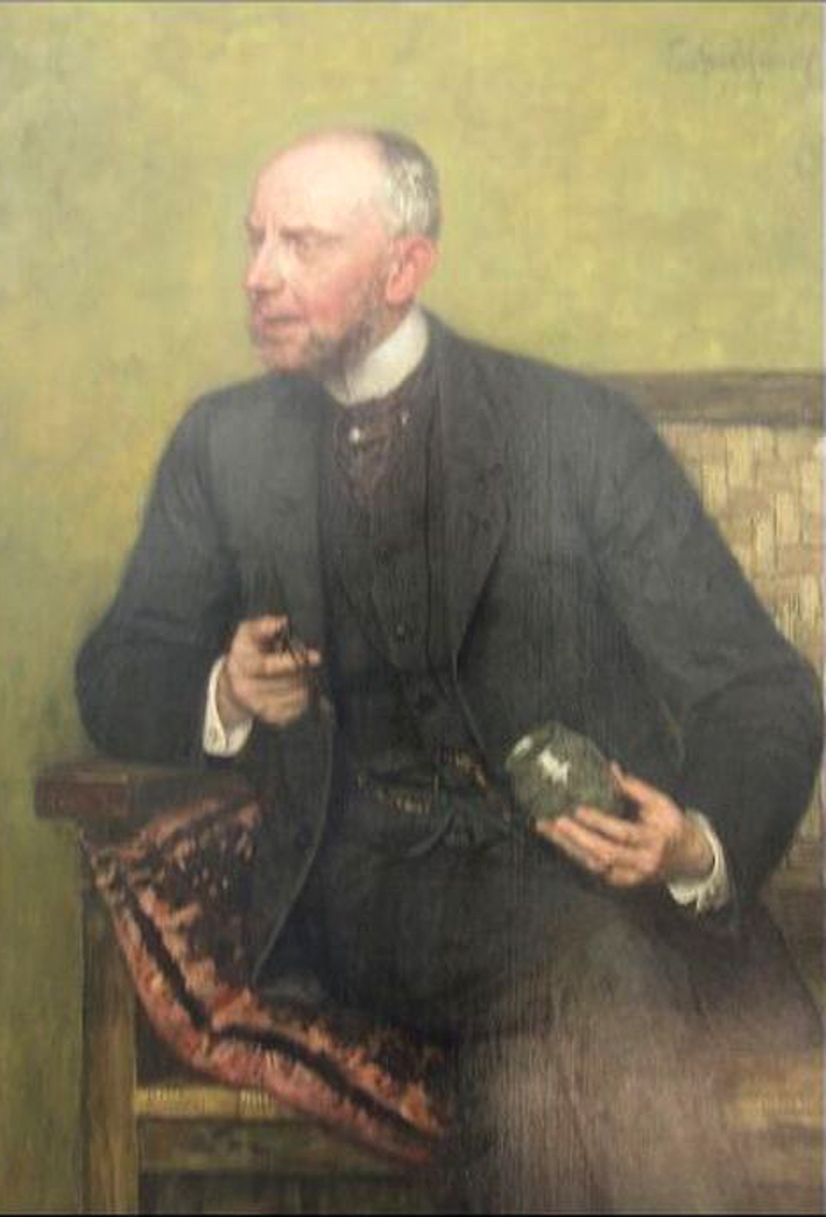
Художник Георг Оедер работы Эдуарда фон Гебхпрдта, 1907

В центре внимания коллекции в период до 1945 года находится арт-сцена Дюссельдорфа: во время Веймарской республики и при национал-социалистическом правлении, в частности, современные группы художников молодой Рейнской области 1920-1930-х годов и группы Рейна и Рейнского сецессиона. Работы этих групп актуальны не только с точки зрения истории искусства, но и с точки зрения их взаимодействия с политическим и социальным развитием этих лет.
В эти ассоциации художников входили Артур Кауфман, Адольф Узарски, Карл Швезиг (Karl Schwesig), Хайнрих Науэн, Герман Хундт (Hermann Hundt), Герт Волльхайм (Gert Wollheim), Отто Дикс и Тео Хампион (Theo Champion), работы которых представлены в коллекции музея. Картина Кауфмана «Снвременники» (1925), на которой главные герои дюссельдорфской арт-сцены собраны в групповую картину, является одним из ключевых экспонатов собрания XX-XXI веков.
Тематический зал посвящен галеристке и спонсору Молодого Рейнланда Йоханне Ай, которой была посвящена специальная выставка 2009 года "Я - Йоханна Ай" (Ich - Johanna Ey). Художники Юлиус Левин (Julo Levin) и Франц Монжау (Franz Monjau), которых преследовали и уничтожили национал-социалисты в концлагерях Освенцим и Бухенвальд соответственно, также имеют свои экспозиции. Коллекция Юлиуса Левина также включает почти 2000 рисунков еврейских детей времен национал-социализма, которые были созданы в художественных и рисовальных классах Левина в Дюссельдорфе и Берлине и некоторые из которых демонстрируются.
В 1946 году Дюссельдорф стал столицей только что основанной земли Северный Рейн-Вестфалия. Такие предметы, как одежда, предметы домашнего обихода, фотографии, официальные и личные документы, планы и модели реконструкции города, сильно разрушенного во время войны, а также художественные дискуссии о нацистской тирании представляют в документах послевоенный период. Являясь финансовым и административным центром, город искусства, моды, торговых ярмарок и коммуникаций, город приобрел надрегиональное значение в 1950-х и 1960-х годах.
В коллекции искусства Дюссельдорфа тех лет основное внимание уделяется группе "Молодые реалисты" (Junge Realisten), основанной в Дюссельдорфе в 1956 году. В эту группу художников входили Херман Бесерра (Germán Becerra), Ханс-Гюнтер Кремерс, Томас Хефнер (Thomas Häfner), Ханнелоре Кёлер (Hannelore Köhler), Вольфганг Лоренц и Вилли Вирт. Изображение оловянного барабана Хермана Бесерры и Франца Витте (1957/58), который, как и "Современники", изображает ведущих художников Дюссельдорфа, в том числе писателя Гюнтера Грасса, изображение которого было приобретено для коллекции в 2009 году. Одна из экспозиций посвящен теме Йозефа Бойса и Дюссельдорфа. Деятельность Бойса в городе, в котором он жил, с начала учебы в художественной академии (1974 г.) до его смерти (1986 г.) задокументирована архивными материалами, документами, газетами, журналами, фотографиями и сочинениями художника.

### Собрание художественных фотографий и фотодокументов

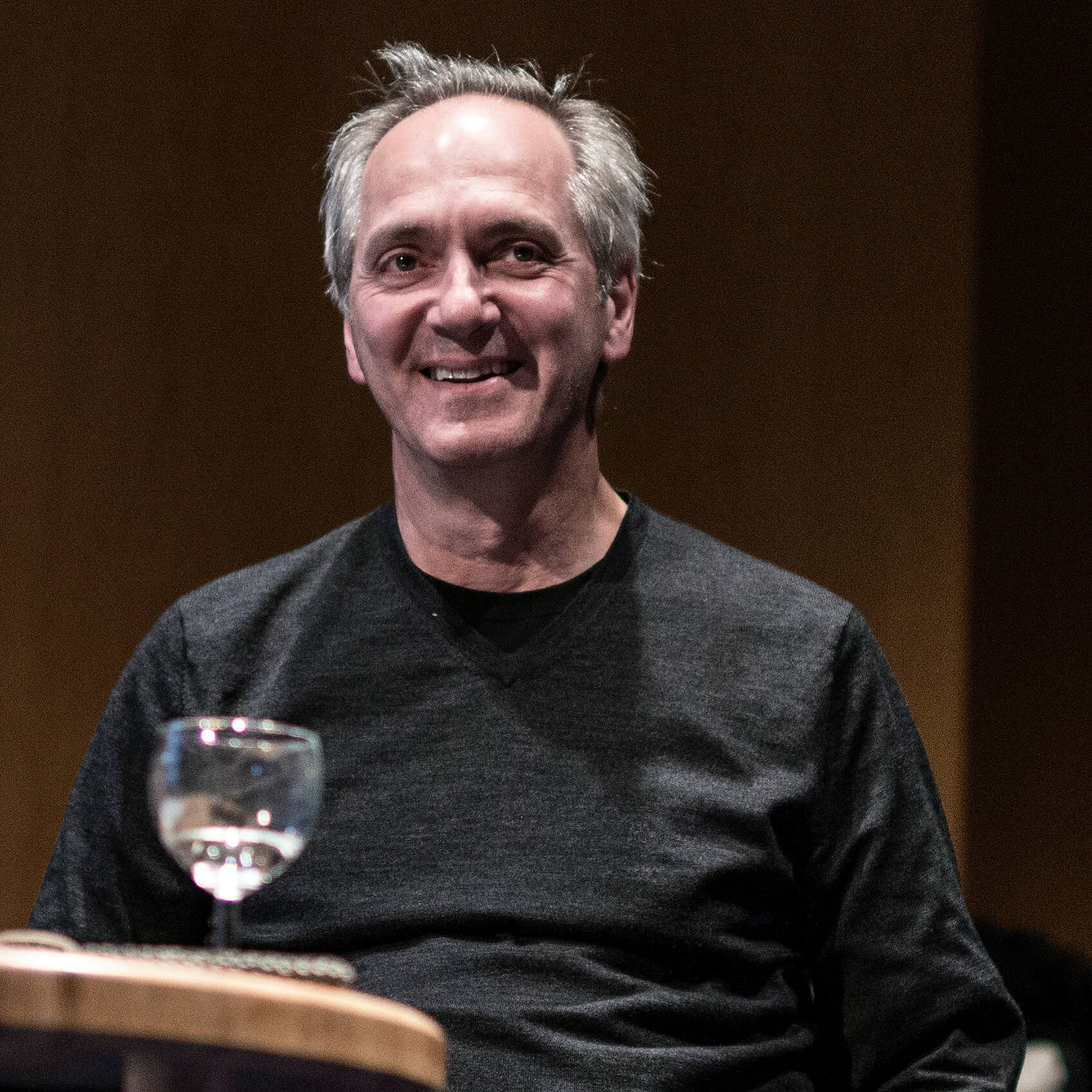
Томас Штрут

Когда был основан Городской музей, фотография уже была естественной частью повседневной культуры. Поэтому начало создания коллекции фотографий восходит к временам основания музея. Однако на протяжении десятилетий фотографии не рассматривались как особая коллекция. Только общая переоценка фотографии как самостоятельного вида искусства с 1970-х годов позволила создать фото-коллекцию. Их в фондах музея около 30 000. Среди них инкунабулы истории фотографии: дагерротипы, амбротипы, негативы из соляной бумаги и позитивы 1840-х и 1850-х годов. Главными направлениями фотоколлекции являются виды Дюссельдорфа и портреты. В соответствии с их принадлежностью к историческому музею, их важность основана на документации архитектуры, городского пейзажа, культурной, политической и повседневной жизни города. На местном уровне отображается и историческое развитие Германии: развитие большого города в дни индустриализации, культурный расцвет во время Веймарской республики, время национал-социализма, военные разрушения и восстановление. Помимо большого количества анонимных работ, фото-коллекция включает работы мастеров дюссельдорфской фотошколы (Düsseldorfer Photoschule): семьи фотографов Зона, Эрвина Куденфельдта, Рут Лаутербах-Бэниш, Августа Зандера, Дирка Альверманна (Dirk Alvermann) и Томаса Штрута.

### Собрание произведений графики
Фонды графической коллекции варьируются от XVI века до наших дней. Они охватывают классические тематические области городского музея: карты общие и топографический, планы города, портреты и события. Коллекция графики также содержит обширную коллекцию портретов художников, относящихся к истории города, а также исторические документы города и земли Северный Рейн-Вестфалия, документы, автографы и собрания графики родовых поместий. Рисунки, акварели и гравюры из архива Лаутербаха (Carl Lauterbach) представляют собой отдельную коллекцию, в которую, помимо работ самого Карла Лаутербаха, входят работы, полученные от коллег-художников, например, от других художников, например офорт Отто Дикса "Военный калека" и литография Макса Эрнста.

## Концепция музейной работы
Концепция деятельности городского музея изменилось в 2004 году. Его в целом историческая направленность дополнилась исследованием Дюссельдорфа как динамичной социальной, культурной и пространственная структуры, составляющей общество. Городской музей не только управляет, обслуживает и демонстрирует свои объекты, но также представляет, исследует и передает с ними процессы, относящиеся к теории и истории города. Благодаря своей коллекции он, таким образом, обеспечивает основу для планирования жилых пространств горожан. Этим самым открыта возможность диалога с жителями города.

### Связь с посетителями
Городской музей воспринимает себя как музей-анкету. Поэтому он создал уровень комментариев, позволяющий посетителям общаться профессионально и нестандартно. Посетители имеют возможность вступить в контакт с учеными, используя форму связи. Заполненные формы обрабатываются регулярно.
Музей активно подходит к содержанию наименования экспонатов и их информативному наполнению, и поэтому создал их переменную форму, который позволяет вмешиваться: рифлёная поверхность основания витрины и съёмная система маркировки становятся носителем контекста и информации с возможностью дополнения. Мобильная служба для посетителей и команда музейных педагогов позволяет активно сотрудничать с посетителями и доступна для советов и специальной информации.

### Городской теоретический форум
В центральной части музея находится форум теории города как место для дискуссий на тему «Город и его люди». Форум включает зал Ибах, два фойе и террасы позади и перед музеем. Помимо уголка для чтения, на продажу выставлен тематический ряд международной литературы по истории городов. Форум с кафе и музейным садом, спроектированных Максимилианом Фридрихом Вайе, является также местом встречи клубов, вечеров отдыха и других различных мероприятий.

### Музей как дискуссионная платформа
Городской музей Дюссельдорфа видит себя площадкой, которая что-то предлагает своим гражданам. Экспонаты с вопросами содержат предложения и возможности внести свой вклад, обсудить и помочь сформировать. Всем возрастным группам предлагается использовать обширную программу мероприятий как площадку для обсуждения своих идей и интересов, начиная с участия в исследовании и презентации коллекций и заканчивая концепцией и организацией собственных проектов и выставок. От комнаты для дня рождения, которая позволяет ассоциациям и частным лицам представить свои работы и свои идеи, до зала для молодых поколений и их идей.

## Выставки
- Берт Герресхайм (Bert Gerresheim), Истории 1950-2020. 8 октября 2020 — 25 июля 2021.
- Женщины строят Дюссельдорф (Düsseldorferinnen bauen). 21 апреля — 19 сентября 2021.
- К 125-летию Райнбана. 6 мая — 25 июля 2021.
- К 100-летию проф. Макса Кратца (Max Kratz). 4 мая — 25 июля 2021.
- "Перерасход" (Überschreitungen). Взаимодействие бизнеса и искусства в XIX веке. Март — май 2006.